# ディーン・アングレッシー
ディーン・アングレッシー（Dean Anglesey、1969年12月9日 - ）は、ニュージーランドの元ラグビー選手。

## プロフィール
- ニュージーランド出身。
- 現役時代のポジションはフランカー(FL)。
- 身長 196cm、体重 110kg
- 日本代表通算キャップ数は3（2022年3月現在）。
- ニュージーランド代表のディベロプメントチームに選ばれたことがある[1]。

## 略歴
タウマルヌイ高校卒業後、キングカントリー、ワイカト、チーフス、ハリケーンズを経て、1999年、神戸製鋼(現・コベルコ神戸スティーラーズ)に加入。